# Ranch L
Ranch L ou Le Ranch (Lancer) est une série télévisée américaine en 51 épisodes de 50 minutes, créée par Samuel A. Peeples, diffusée entre le 24 septembre 1968 et le 19 mai 1970 sur le réseau CBS.
Au Québec, la série a été diffusée à partir du 6 janvier 1970 à Télé-Métropole, et en France, à partir du 6 avril 1970 sur la deuxième chaîne de l'ORTF.   Première diffusion à la télévision belge, RTB, le lundi 13 juillet 1970.

## Synopsis
Cette série met en scène une famille de pionniers installée dans un ranch californien à la fin du XIXe siècle.

## Distribution
- James Stacy : Johnny Madrid Lancer
- Wayne Maunder : Scott Lancer
- Andrew Duggan (VF : René Arrieu) : Murdoch Lancer
- Elizabeth Baur : Teresa O'Brien
- Paul Brinegar : Jelly « Old » Hoskins

## Épisodes
28 épisodes ont été doublés en français (en gras)

### Première saison (1968-1969)
1. La Voix du sang (The High Riders)
2. Le Prix de la vérité (Blood Rock)
3. Le Cheval sauvage (Chase a Wild Horse)
4. Duel pour un enfant (Foley)
5. Un shérif en or (The Lawman)
6. Julie (Julie)
7. La Ville sans loi (The Prodigal)
8. Titre français inconnu (Jelly)
9. Titre français inconnu (Last Train for Charlie Poe)
10. Titre français inconnu (Glory)
11. Titre français inconnu (The Heart of Pony Alice)
12. L'Évasion (The Escape)
13. Titre français inconnu (The Wedding)
14. Piège mortel (Death Bait)
15. Une famille noire (The Black McGloins)
16. Une longue rancune (Yesterday's Vengeance)
17. L'Étranger du désert (Warburton's Edge)
18. Titre français inconnu (The Fix-It Man)
19. Titre français inconnu (Angel Day and Her Sunshine Girls)
20. Titre français inconnu (The Great Humbug)
21. Titre français inconnu (Juniper's Camp)
22. Le Rapt (The Knot)
23. Titre français inconnu (The Man Without a Gun)
24. Titre français inconnu (Child of Rock and Sunlight)
25. Titre français inconnu (The Measure of a Man)
26. La Bénédiction du diable (Devil's Blessing)

### Deuxième saison (1969-1970)
1. Un aveugle combat (Blind Man's Bluff)
2. Titre français inconnu (Zee)
3. Titre français inconnu (The Kid)
4. Titre français inconnu (The Black Angel)
5. Titre français inconnu (The Gifts)
6. Le Loup (Cut the Wolf Loose)
7. Vers de nouveaux horizons (Jelly Hoskins' American Dream)
8. Titre français inconnu (Welcome to Genesis)
9. Une fille à marier (A Person Unknown)
10. L'Héritage bien caché (Legacy)
11. L'Héritier du diable (A Scarecrow at Hacket's)
12. Titre français inconnu (Little Darling of the Sierras)
13. Une vente symbolique (Shadow of a Dead Man)
14. Titre français inconnu (Blue Skies for Willie Sharpe)
15. Vendetta familiale (Chad)
16. Titre français inconnu (The Lorelei)
17. Les Loups dans la bergerie (The Lion and the Lamb)
18. L'Expérience ratée (The Experiment)
19. Les Trois Fugitifs (Splinter Group)
20. Titre français inconnu (Lamp in the Wilderness)
21. Le Bandit à la mitrailleuse (The Buscaderos)
22. Titre français inconnu (Dream of Falcons)
23. Titre français inconnu (Goodbye, Lizzie)
24. Le Prétendant Jaloux (The Rivals)
25. La Voyante (Lifeline)

## Dans la culture populaire
Le film Once Upon a Time… in Hollywood (2019) de Quentin Tarantino intègre un tournage fictif de l'épisode pilote de la série, mettant en scène l'acteur — lui aussi fictif — Rick Dalton (Leonardo DiCaprio) dans le rôle du méchant. Le réalisateur Sam Wanamaker et les stars de la série James Stacy et Wayne Maunder sont également représentés. D'autres scènes sont également présentées dans Il était une fois à Hollywood, la novélisation du film.